# برج العرب (حمص)
برج العرب قرية في ناحية مركز تلكلخ التابعة لمنطقة تلكلخ في محافظة حمص في سورية.